# María Dolores Rodríguez Sopeña
Pour les articles homonymes, voir María Rodríguez, Rodríguez et Sopeña.
María Dolores Rodríguez Sopeña (30 décembre 1848 - 10 janvier 1918) est une laïque et militante catholique espagnole, fondatrice des Sœurs de l'institut catéchiste Dolores Sopeña et de l'Œuvre social et culturel Sopeña, pour le service des plus nécessiteux. Elle est vénérée comme bienheureuse par l'Église catholique. Elle est commémorée le 10 janvier selon le Martyrologe romain.

## Biographie
C'est dès son plus jeune âge qu'elle visite les pauvres et les malades, accompagnant sa mère dans ses courses charitables. Devenue membre de la Société de Saint-Vincent-de-Paul, elle s'engage plus activement dans sa foi chrétienne : elle fait le catéchisme aux enfants pauvres et aux prisonniers et offre ses services aux hôpitaux de Madrid. 
En 1872, elle rejoint son père à Porto Rico puis à Cuba, où elle continue son œuvre d'instruction et de formation religieuse, ne faisant pas de différence entre les enfants blancs et les enfants de couleur. 
De retour en Espagne, c'est avec l'aide des jésuites qu'elle fonde diverses associations pour la formation religieuse et l'aide aux nécessiteux, et donne naissance à une congrégation religieuse, l'Institut catéchiste, qui portera ensuite son nom.

## Béatification et canonisation
La cause en béatification et canonisation est introduite en 1980. Déclarée vénérable en 1992, elle est reconnue bienheureuse par le pape Jean-Paul II en 2003.
Mémoire liturgique fixée au 10 janvier.